# Standseilbahn Neuveville–Saint-Pierre
| Fahrplanfeld: | 2030 (früher: 1030) |                           |                |
| Streckenlänge: | 0,121 km            |                           |                |
| Spurweite: | 1200 mm             |                           |                |
| Maximale Neigung: | 550 ‰               |                           |                |
| Streckengeschwindigkeit: | 1,2 m/s = 4,3 km/h  |                           |                |
| |                     |                           |                |
| \| \| 0.0 \| Fribourg–Neuveville/Motta \| 552,1 m ü. M. \| \| \| 0.060 \| Ausweichstelle \| Ausweichstelle \| \| \| 0.121 \| Fribourg–St-Pierre \| 608,5 m ü. M. \| |                     |                           |                |
| Kopfbahnhof Streckenanfang | 0.0                 | Fribourg–Neuveville/Motta | 552,1 m ü. M.  |
| | 0.060               | Ausweichstelle            | Ausweichstelle |
| Kopfbahnhof Streckenende | 0.121               | Fribourg–St-Pierre        | 608,5 m ü. M.  |

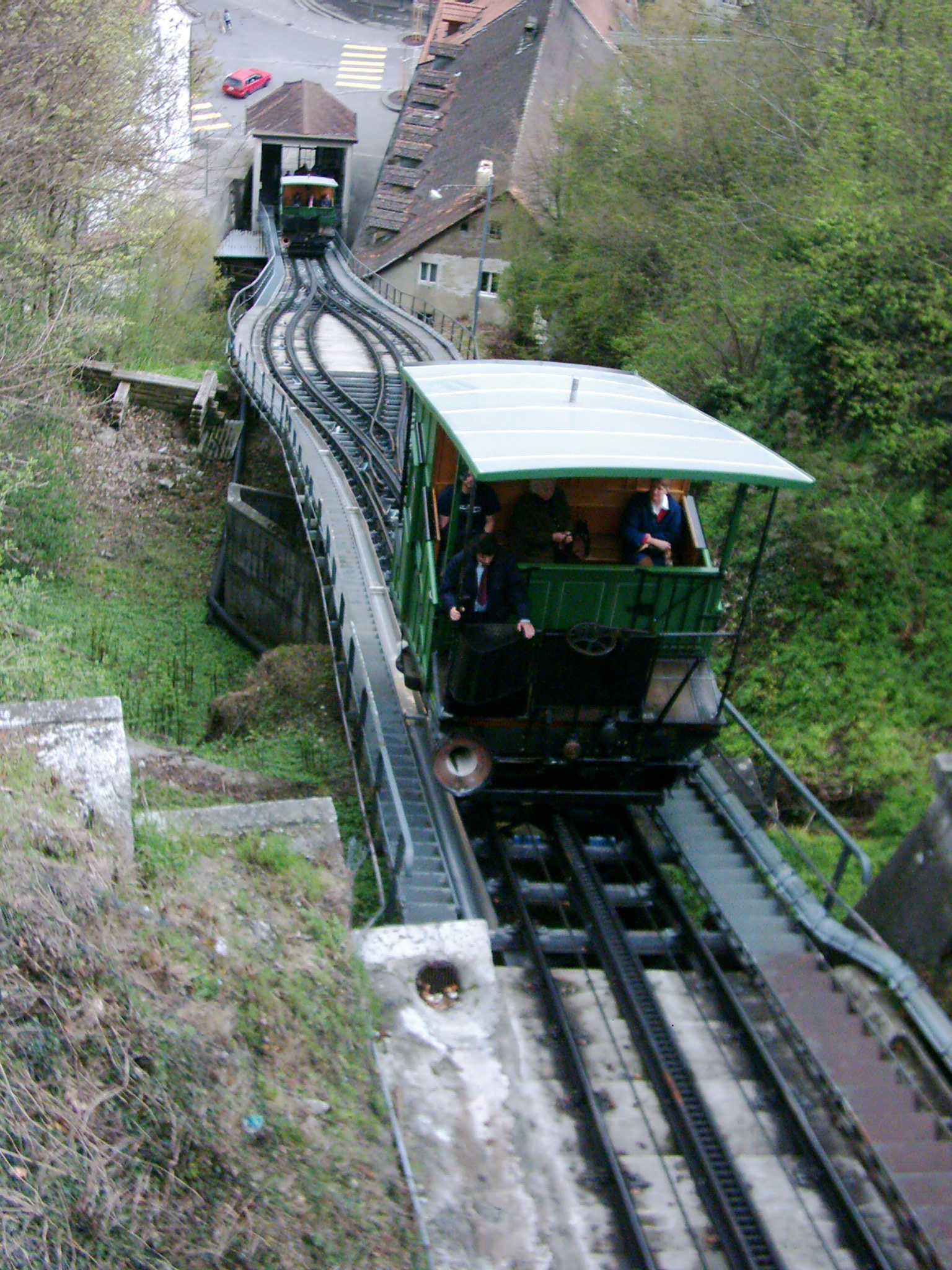
Historische Wasserballastbahn Funi in Freiburg (Schweiz)

Die Standseilbahn Neuveville–Saint-Pierre (frz.: Funiculaire Neuveville–St-Pierre à Fribourg, umgangssprachlich: Funi) ist die letzte Standseilbahn mit Wasserballast der Schweiz. Sie befindet sich in der Stadt Freiburg. Die Bahn gehört zum nationalen Kulturgut der Schweiz.

## Geschichte
Die Stadt Freiburg liegt grösstenteils oberhalb des tief eingeschnittenen Flusses Saane. Um eine Verbindung der beiden Quartiere Unterstadt (Neuveville) und Oberstadt herzustellen, wurde am 22. April 1897 eine Aktiengesellschaft für eine Drahtseilbahn gegründet, welche die beiden Stadtteile verbinden sollte. Sofort begann die Gesellschaft mit dem Bau einer mit Abwasser betriebenen Bahn, der von März bis Dezember 1898 dauerte und 140'000 Schweizer Franken kostete. Am 4. Februar 1899 erteilte der Bundesrat die Betriebsbewilligung, und schon nach wenigen Jahren erwirtschaftete die Bahn Gewinne. Im Jahr 1965 kaufte die Stadt Freiburg die Mehrheit der Aktien auf.
Im Dezember 1977 fusionierte die Société du Funiculaire Neuveville-St-Pierre à Fribourg SA mit den städtischen Verkehrsbetrieben TF, den heutigen Transports publics fribourgeois (TPF).
Das Alter der Bahn ging nicht spurlos an der Funi vorbei und führte zu längeren Betriebsunterbrüchen. Als im Oktober 1996 ein Wagen einen Achsbruch erlitt, sah sich das Bundesamt für Verkehr (BAV) veranlasst, eine Totalrevision anzuordnen. Die Stadt überlegte sich, die Bahn stillzulegen und durch Busse zu ersetzen. Dies konnte dank dem massiven Widerstand der Bevölkerung aber abgewandt werden; und die Verkehrsbetriebe liessen die Bahn durch die Firma Von Roll restaurieren, welche schon diese Bahn gebaut hatte. Bei dieser Auffrischung erhielten die beiden Wagen auch ihre ursprüngliche grüne Farbe zurück, nachdem sie während mehrerer Jahrzehnte rot lackiert gewesen waren. Die Generalüberholung kostete 400'000 Fr. Am 3. Juli 1998 konnte die Bahn ihren Betrieb wieder aufnehmen.

## Technische Daten
- Inbetriebnahme 4. Februar 1899
- Erbaut durch die Giesserei Bern der Ludwig von Roll’schen Eisenwerke
- Höhendifferenz 56,4 m
- Durchschn. Neigung 53,7 %
- Maximale Neigung 55,0 %
- Zugseil-Durchmesser: 26 mm
- 2 Wagen à 20 Personen
- Fahrzeit 2 Min.
- Förderleistung 240 Pers./h
- Tankinhalt 3000 Liter pro Wagen (Abwasser)